# Bonanza Gift Store
De Bonanza Gift Store is een winkelcentrum op de Strip in Las Vegas, Nevada, Verenigde Staten. Het centrum dat bekendstaat als 's werelds grootste souvenirwinkel is in 1980 geopend.

## Geschiedenis
De Bonanza store werd geopend in 1980 op de plek waar eerst het Big Wheel Casino stond. Het casino dat hier sinds 1970 stond werd afgebroken om plaats te maken voor de Bonanza Gift Store. In 2006 werd de winkel door het Amerikaanse Las Vegas Review-Journal uitgeroepen tot beste giftshop van Las Vegas.

## Ligging
De Bonanza Gift Store ligt aan de Las Vegas Boulevard in Las Vegas. Het bevindt zich aan de noordkant van de strip waardoor het gemakkelijk vanaf de strip te bereiken is, maar hierdoor is het ook vanaf Downtown Las Vegas goed te bereiken. De winkel bevindt zich tussen de Stratosphere en het Sahara.

## Souvenirs
De souvenirwinkel heeft het grootste assortiment aan souvenirs van Las Vegas. Het assortiment van de 3.700 m² grote winkel bestaat onder andere uit:
- Boeken
- Shirts en truien
- Sleutelhangers
- Speelgoed
- Tijdschriften